# Мегалиты острова Веры
Мегалиты острова Веры — комплекс археологических памятников (мегалитов — камерной гробницы, дольменов и менгиров) на полуострове Веры у западного берега озера Тургояк (около Миасса) в Челябинской области.
Остров Веры при низком уровне воды соединяется с берегом перешейком, превращаясь в полуостров.

## Описание памятников
Мегалиты сооружены предположительно около 6000 лет назад, в 4-м тысячелетии до н. э.
Самым большим сооружением острова является мегалит № 1 — каменная конструкция размерами 19×6 м, врезанная в скальный грунт и перекрытая массивными каменными плитами. Стены сооружения выполнены методом сухой кладки из массивных каменных блоков. Мегалит состоит из трех камер и соединяющих их коридоров. В двух камерах мегалита обнаружены вырубленные в скале прямоугольные ямы. Зафиксирована связь постройки с основными астрономическими направлениями. Предварительно сооружение интерпретируется как храмовый комплекс.

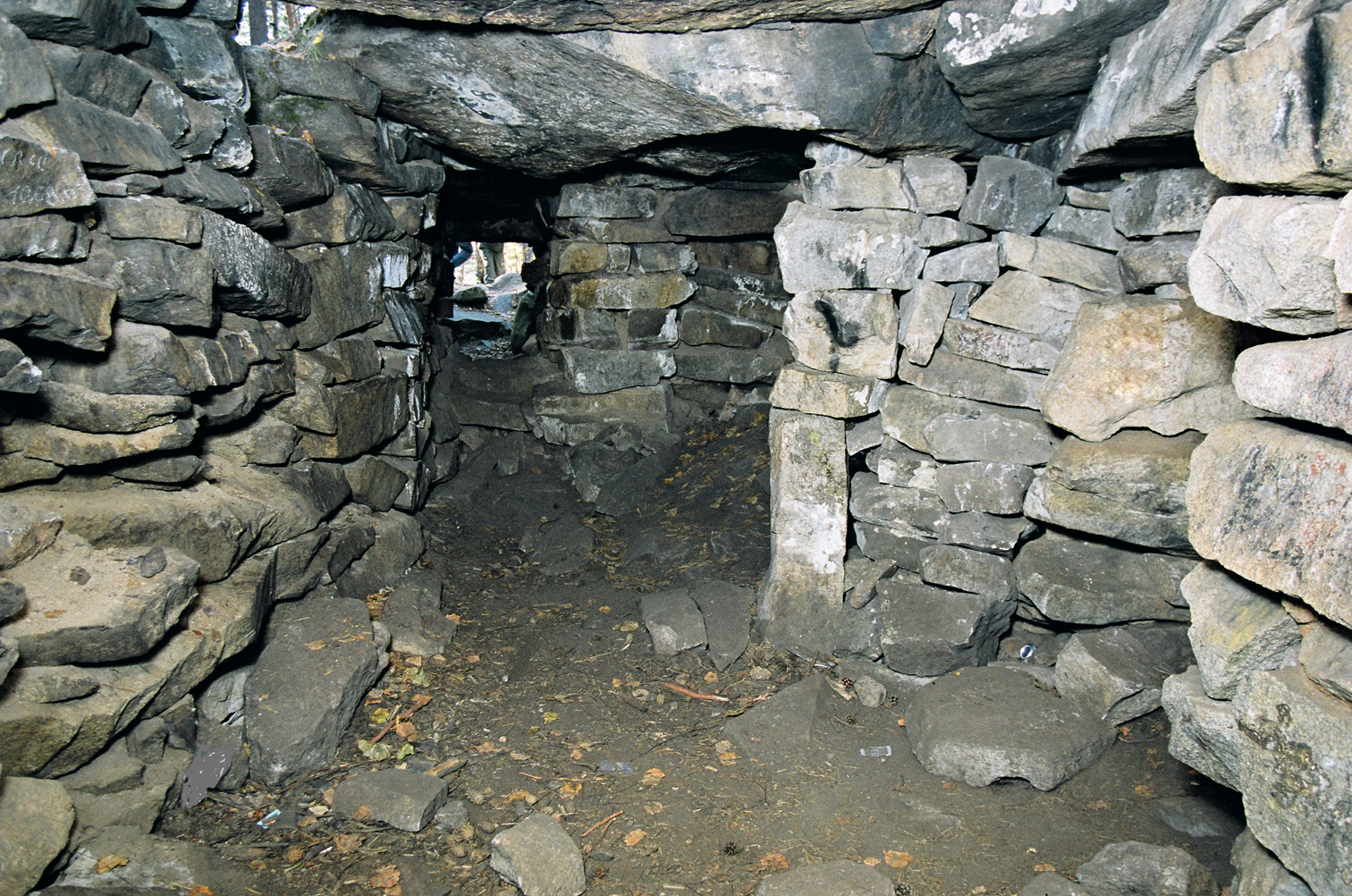
Внутреннее пространство мегалита 1

Мегалит № 2 состоит из двух камер, соединенных коридором. Южная его камера и коридор сложены из блоков, а северная из массивных валунов. В результате выявлены интереснейшие детали интерьера: система ниш и полочек, которые, скорее всего, во время функционирования объекта были заполнены ритуальными предметами. Пол в мегалите был покрыт слоем глиняной обмазки. Наиболее интересно наличие светового окна над входом в южную камеру, обращенного на запад.

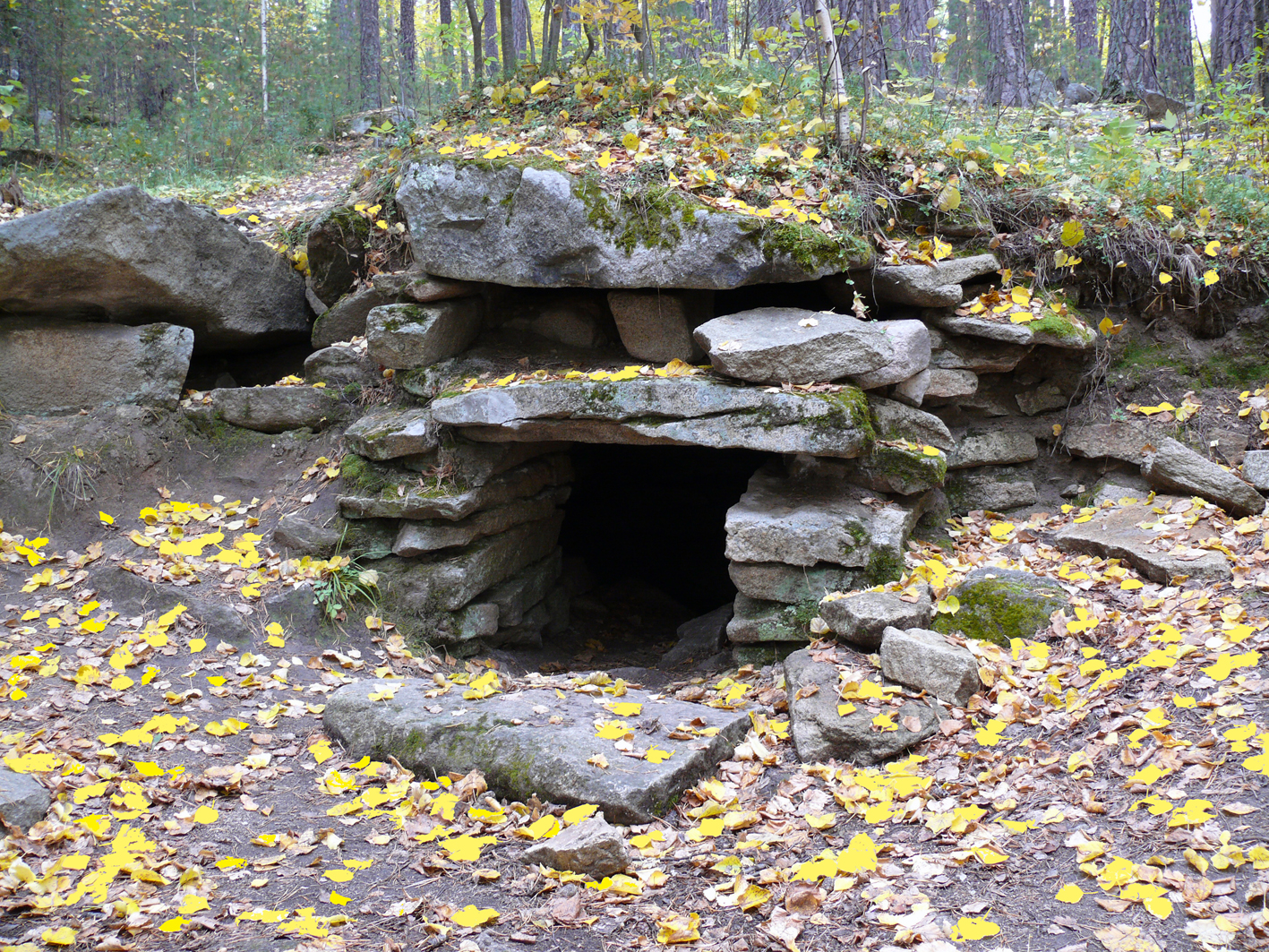
Мегалит 2

Мегалит № 3 — прямоугольное сооружение из массивных обколотых валунов. На западе между ними оставлен проем-вход шириной 25—30 см. Северную стену образует обработанная вертикально поставленная плита. В 1,2 м к югу от сооружения лежит плоская плита, размеры которой точно соответствуют расстоянию между валунами в южной части — скорее всего, это и есть плита южного фасада. На востоке к каменному сооружению примыкает курганообразная задернованная насыпь с плитами и валунами, предназначенными для перекрытия постройки. По каким-то причинам строители не смогли или не успели установить перекрытие. В результате раскопок внутри сооружения, в северной части, найдена неглубокая яма, вырубленная в скальном основании.

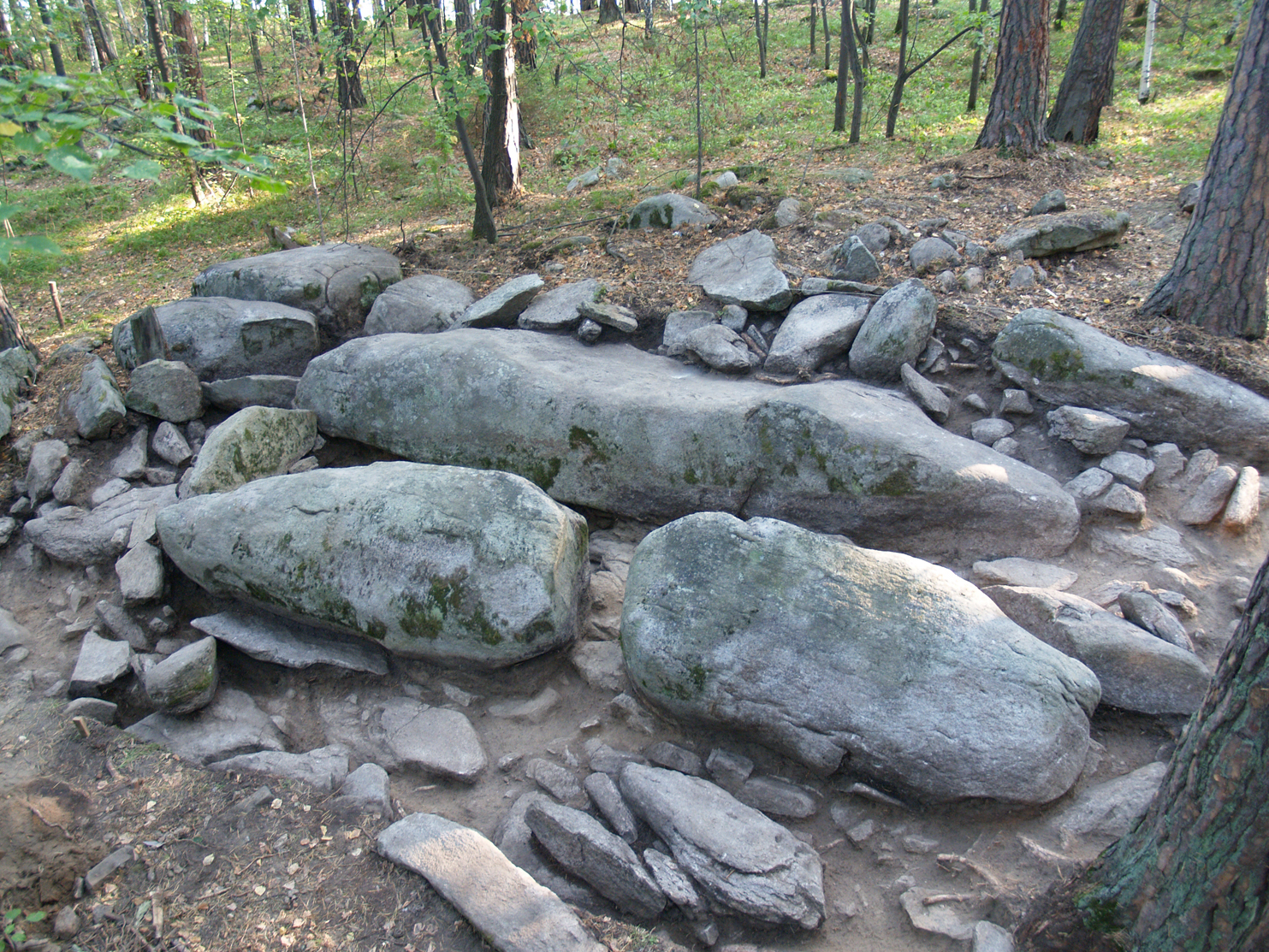
Мегалит 3

На мегалитах острова зафиксированы направления, связанные с точками восхода и захода солнца в дни равноденствий и солнцестояний.

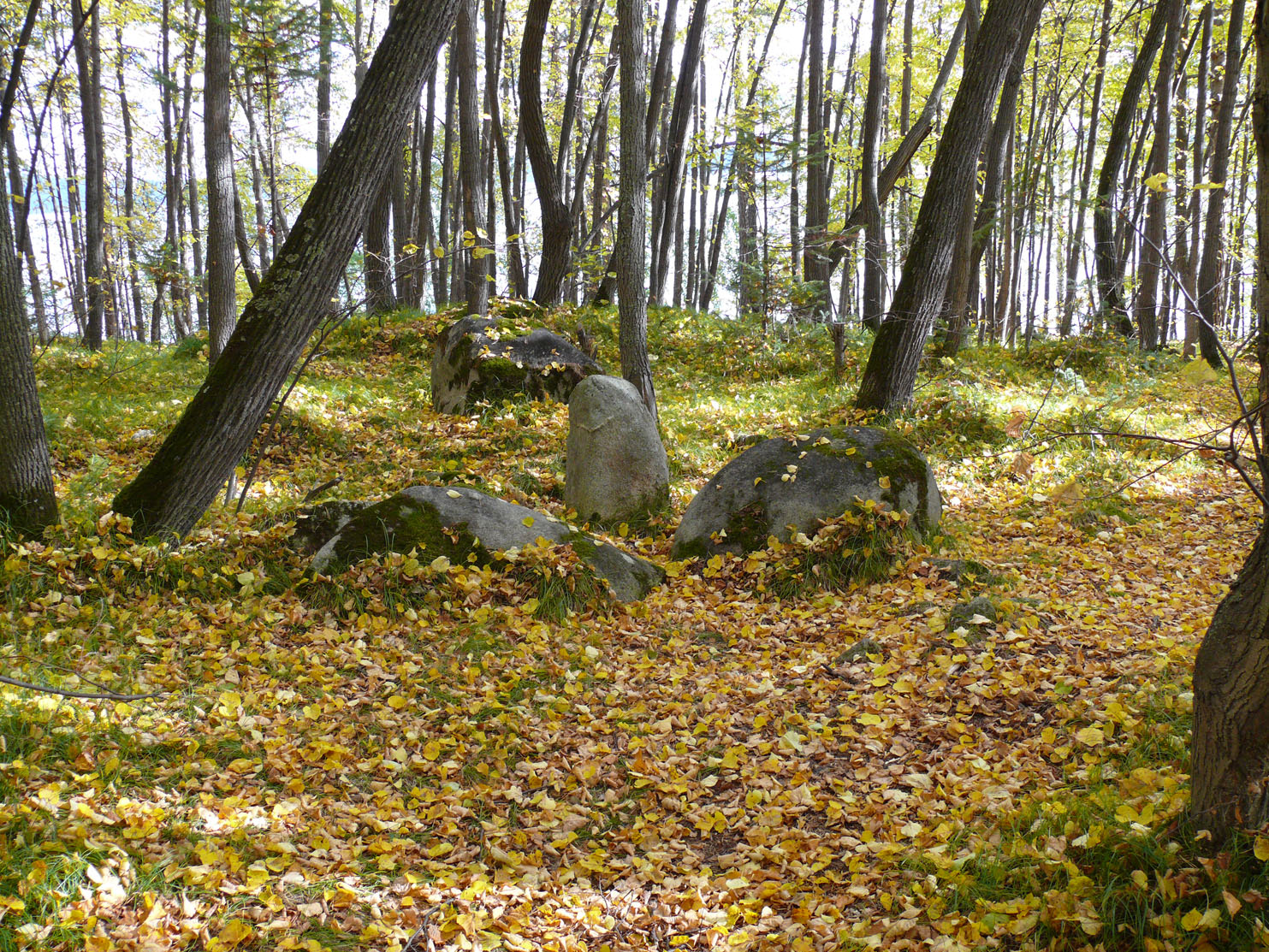
Культовая площадка Остров Веры 9 с центральным менгиром

Наиболее показательна в этом плане культовая площадка «Остров Веры 9» — искусственно выровненная площадка с системой менгиров. Центральным объектом на площадке является менгир в окружении нескольких крупных камней. Высота менгира около 1 м, естественная кварцевая жила придает верхней его части клювовидную форму, в основании менгира пикетажем выбито изображение рыбы.

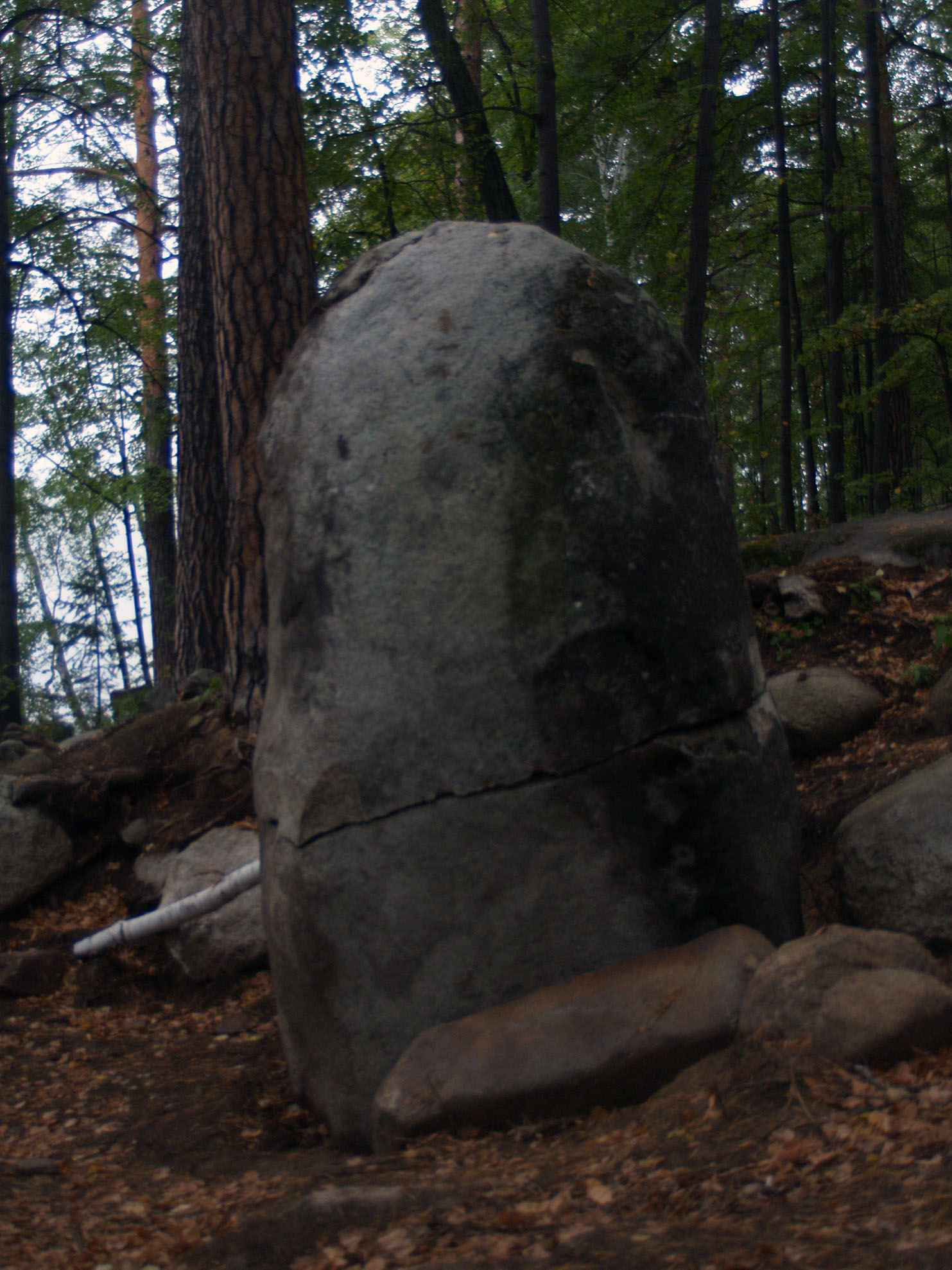
Большой менгир на культовой площадке Остров Веры 9

На некотором расстоянии к западу от этого центрального менгира в древности стоял другой. Их осевая линия задает направление «запад-восток», на восход солнца в день равноденствия. Систему ориентиров в древности составлял еще один менгир, образующий вместе с центральным, направление «северо-запад — юго-восток», на восход в день зимнего солнцестояния.
Культовая площадка «Остров Веры 4» — прямоугольная по форме, размером 5,5×4 м, вымощена массивными плотно подогнанными обработанными плитами. Ориентирована по линии север-юг. С трех сторон она ограждена вертикально поставленными гранитными плитками, в центре площадки в древности стоял небольшой обработанный менгир.

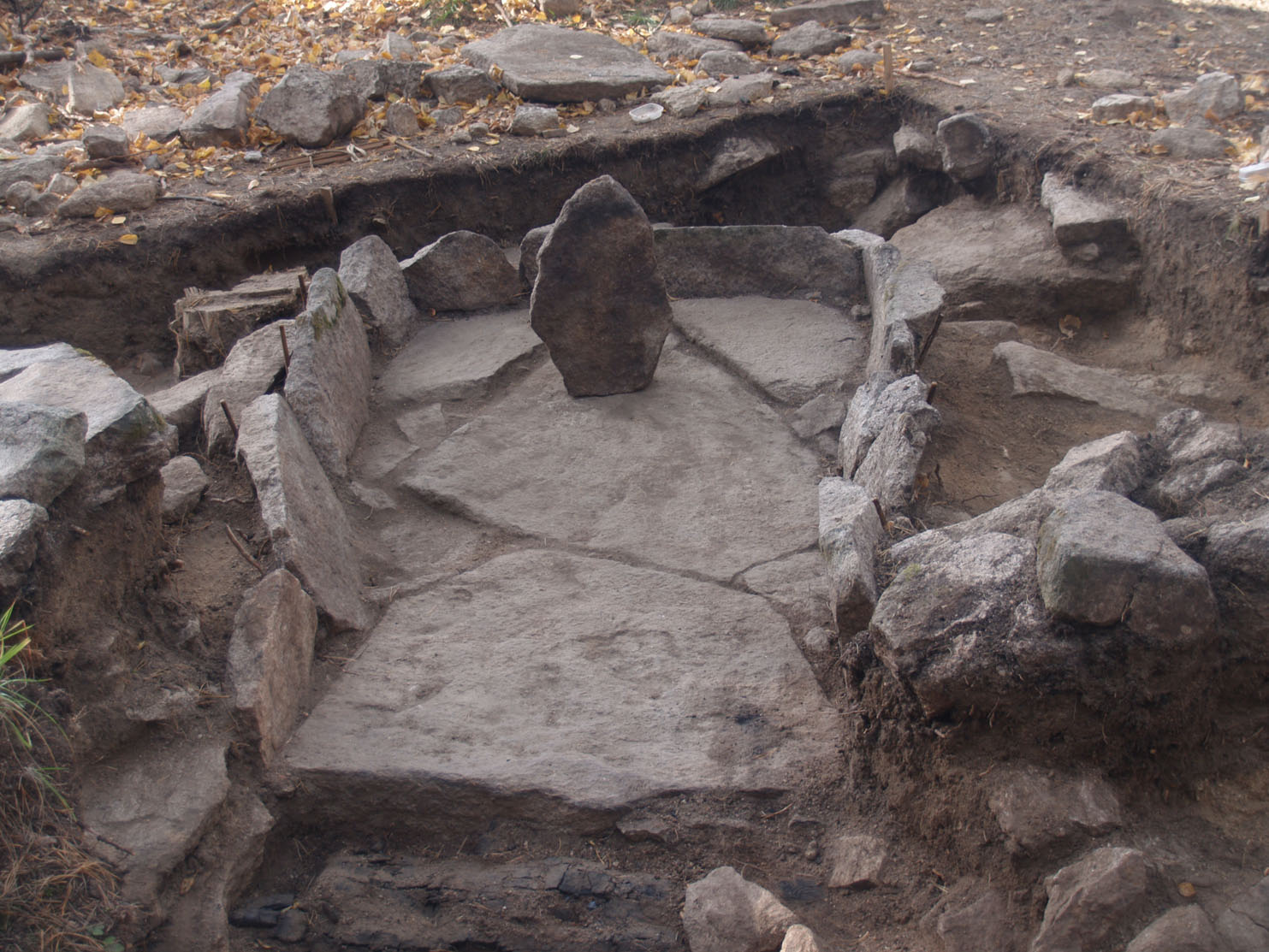
Культовая площадка Остров Веры 4

К мегалитическому комплексу острова относится также каменоломня — скальный выход в виде останца из массивных плит и крупных блоков. На каменоломне хорошо видны некоторые из способов, применявшихся строителями мегалитов в их работе. На блоках видны лунки, выдолбленные медным инструментом, и трапециевидные следы от деревянных клиньев, с помощью которых раскалывались блоки. Под некоторыми крупными плитами подложены камни для удобства их перемещения с помощью рычагов.

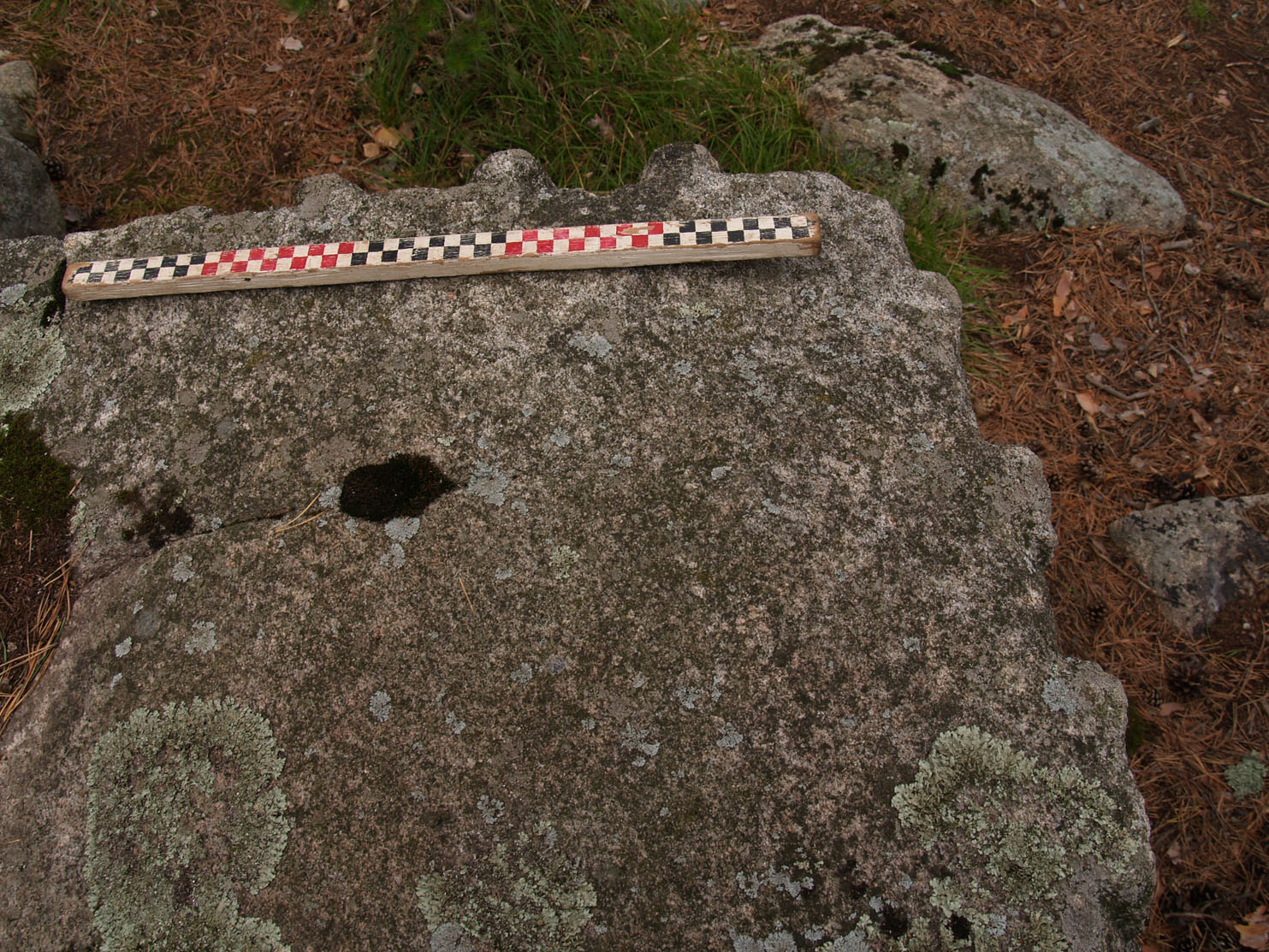
Следы клиньев на каменоломне.

Помимо описанных, на острове размером в 6,5 га расположено ещё порядка 40 археологических памятников, в том числе: камерная гробница, каменоломня 4-го тысячелетия до н. э., а также руины старообрядческого скита XIX века.
На острове с 2004 года проводятся постоянные научные исследования.
Планируется открытие на острове археологического заповедника и музея под открытым небом.